# Personnel Recovery
Personnel Recovery är ett samlingsnamn för alla åtgärder som kan krävas för att undsätta en eller flera personer som på något sätt behöver räddas eller undsättas med hjälp av militär personal. Namnet Personnel Recovery kommer från Nato och har inte översatts i den svenska Försvarsmakten. Syftet med detta är att man vill undvika begreppsförvirring och minska risken för missförstånd mellan olika svenska och utländska enheter.

## Personnel Recovery i Sverige
En undsättning kan ske på en mängd olika vis. Beslut om vilken typ av insats som skall utföras fattas från fall till fall utifrån de rådande förhållandena vid varje enskilt uppdrag. De förband som har undsättningskapacitet i Sverige är:
- Särskilda operationsgruppen vid Karlsborgs garnison som är ett specialförband.
- 17. flygbasjägarkompaniet vid Blekinge flygflottilj.